# La Femme publique
La Femme publique je francouzský hraný film z roku 1984, který režíroval Andrzej Żuławski podle vlastního scénáře. Snímek měl světovou premiéru dne 16. května 1984.

## Děj
Ethel se živí pózováním pro akty, ale chce se stát herečkou. Přestože jsou její výkony na jevišti průměrné, během konkurzu si jí všimne německý režisér Lucas Kesling. Ten připravuje adaptaci Dostojevského románu Běsi a nabízí roli mladé ženě, ze které rychle udělá svou milenku.

## Obsazení
| Valérie Kaprisky | Ethel                |
| Francis Huster   | Lucas Kessling       |
| Lambert Wilson   | Milan Mliska         |
| Patrick Bauchau  | otec Ethel           |
| Gisèle Pascal    | Gertrude             |
| Roger Dumas      | André, fotograf      |
| Diane Delor      | Elena Mliska         |
| Jean-Paul Farré  | Pierre               |
| Olivier Achard   | první asistent režie |
| Yveline Ailhaud  | Rachel               |
| Michel Albertini | Maurice              |
| Marianne Basler  | mladá anarchistka    |
| Lucas Belvaux    | François             |
| René Bériard     | Shlapas              |
| Marc Berman      | spiklenec            |